# آبلا اندرسون
آبلا اندرسون (انگلیسی: Abella Anderson؛ زادهٔ ۱۶ مهٔ ۱۹۸۸) مدل عکاسی اروتیک و بازیگر پورنوگرافی پیشین کوبایی آمریکایی است.

## زندگی‌نامه
او در کوبا متولد شد و از کودکی به ایالات متحده نقل مکان کرد. او در سال ۲۰۰۷ در سن ۱۸ سالگی وارد دنیای پورن شد و در اولین سال فعالیت خود در این صنعت تنها در تولیدات شرکت بنگ بروز شرکت کرد. او در سریال Bangbus با نام امی و بعداً با نام آنا در سریالی که به او اختصاص داشت شرکت کرد: «زندگی با آنا».
۲۰۱۰ سال موفقیت او بود. او بانوی اسکورت بود و پس از انجام جراحی برای بزرگ کردن سینه‌ها در ژانویه همان سال استخدام شد.